# Université nationale du Chonnam
L'université nationale du Chonnam (en coréen : 전남대학교) est une université nationale de Corée du Sud située à Gwangju dans le Jeolla du Sud. Elle est l'une des dix universités nationales de premier rang du pays. 

## Composantes

### Faculté de premier cycle
Faculté d'agriculture et de sciences du vivant
- Faculté d'arts
- Faculté d'administration des entreprises
- Faculté de pédagogie
- Faculté d'ingénierie
- Faculté d'écologie humaine
- Faculté de sciences humaines
- Faculté de droit
- Faculté de médecine
- Faculté de sciences naturelles
- Faculté de pharmacie
- Faculté de sciences sociales
- Faculté de médecine vétérinaire
- Faculté d'études générales
- Faculté de sciences et techniques biomédicales
- Faculté de sciences culturelles et sociales (campus de Yeosu)
- Faculté de sciences et d'ingénierie (campus de Yeosu)
- Faculté de sciences de la pêche et océaniques (campus de Yeosu)

### Faculté de cycle supérieur
- Faculté de commerce
- Faculté d'étude culturelle
- École d'odontologie
- École de droit
- École de médecine
- Faculté de pédagogie
- Faculté de sciences industrielles et de technologie
- Faculté d'administration publique
- Faculté de coopération éduco-industrielle (campus de Yeosu)
- Faculté de sciences de la pêche et océaniques (campus de Yeosu)